# 程慶華
程慶華（2001年9月20日—）是臺灣男子籃球運動員，場上主打中鋒位置。

## 生平
程慶華從溪湖國中畢業後，原就讀高苑工商，但未擠進球隊高中籃球聯賽（HBL）12人名單，2018年4月代表中華臺北征戰U16亞青男籃賽，高二轉學至能仁家商，大學進入國立臺灣科技大學。

## 外部連結
- 程慶華在fiba.basketball（英语）
- 程慶華在Eurobasket.com（球員）（英语）
- 程慶華在RealGM（英语）